# 杜普尼察角

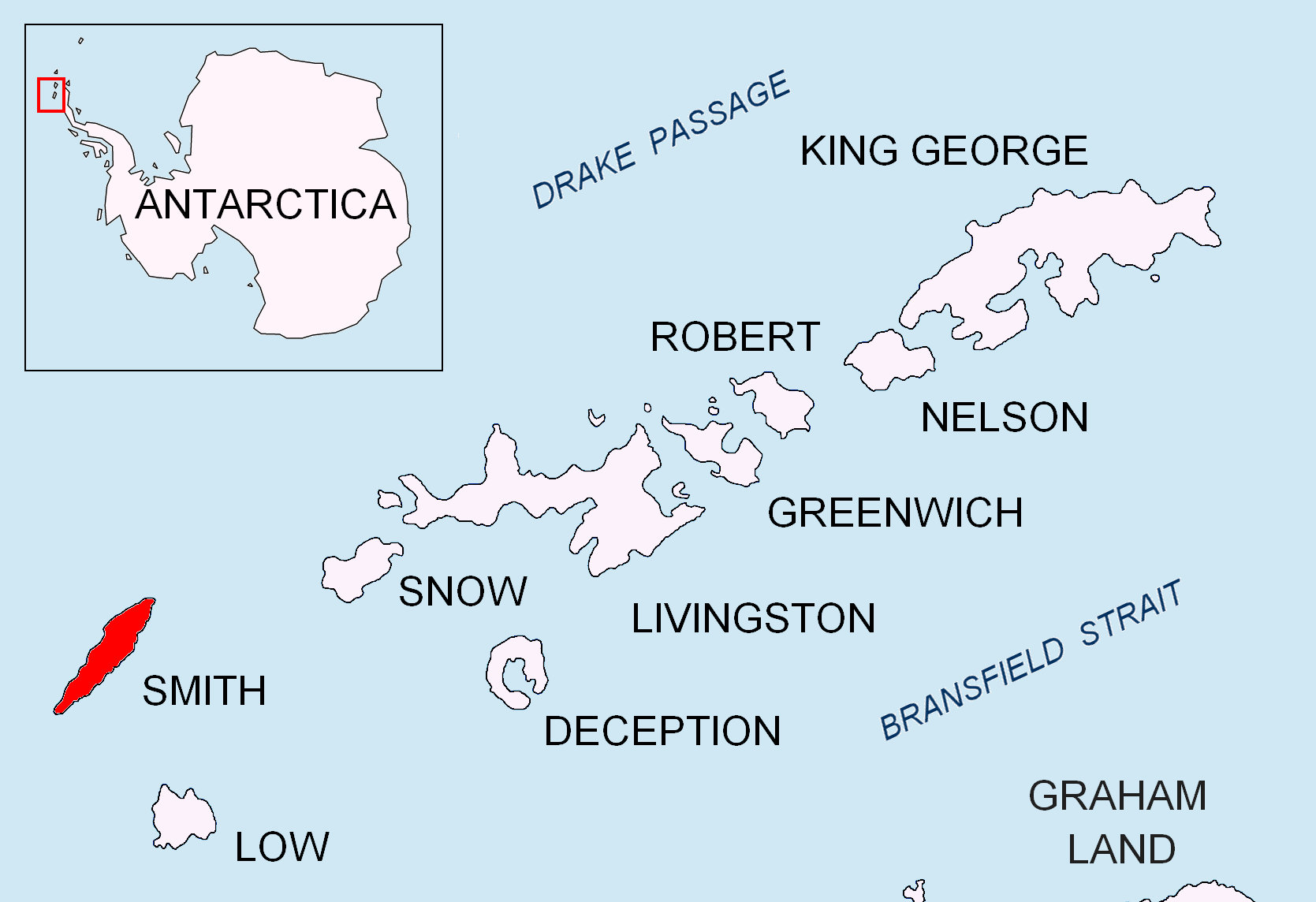

杜普尼察角是南極洲的海岬，位於南設得蘭群島的史密斯島，處於詹姆士角東北面8.2公里，以保加利亞西南部城鎮命名，現時由南極條約體系管理。
63°03′25″S 62°34′55″W / 63.05694°S 62.58194°W

## 外部連結
- SCAR Composite Antarctic Gazetteer（页面存档备份，存于）